# Avédjin
Avédjin è un arrondissement del Benin situato nella città di Toviklin (dipartimento di Kouffo) con 3.400 abitanti (dato 2006).